# 江南市立草井小学校
江南市立草井小学校（こうなんしりつ くさいしょうがっこう）は愛知県江南市小杁町にある公立の小学校。

## 沿革
- 1873年（明治6年）
  - （時期不明） - 葉栗郡草井村に小草鹿学校が開校する。
  - （時期不明） - 葉栗郡小杁村に有隣学校が開校する。
  - 10月26日 - 葉栗郡村久野村に村雲学校が開校する。
- 1875年（明治8年） - 小草鹿学校が草井学校に改称する。
- 1876年（明治9年） - 有隣学校が小鹿学校、村雲学校が村久野学校に改称する。
- 1887年（明治20年） - 草井学校、小鹿学校、村久野学校を統合し、尋常小学小杁学校となる。校区は 草井村、小杁村、鹿子島村、村久野村。本校は旧・小鹿学校に置かれ、旧・草井学校を草井分教場、旧・村久野学校を村久野分教場とする。
- 1889年（明治22年）10月1日 - 草井村、小杁村、鹿子島村が合併し、小草鹿村が発足。
- 1892年（明治25年）10月 - 小草鹿尋常小学校に改称する。村久野分教場が独立し、村久野尋常小学校となる。
- 1895年（明治28年）9月30日 - 小草鹿村が草井村と小鹿村（小杁、鹿子島）に分立する。同時に小鹿尋常小学校に改称する。
- 1896年（明治29年） - 草井分教場が独立し、草井尋常小学校となる。
- 1900年（明治33年） - 葉栗郡東高等小学校が開校する。
- 1906年（明治39年）5月1日 - 草井村、小鹿村、村久野村が合併し、草井村が発足。
- 1909年（明治42年） - 草井尋常小学校、小鹿尋常小学校、村久野尋常小学校、葉栗郡東高等小学校を統合し、草井尋常高等小学校となる。
- 1941年（昭和16年）4月1日 - 草井国民学校に改称する。
- 1947年（昭和22年）4月1日 - 草井村立草井小学校に改称する。
- 1954年（昭和29年）6月1日 - 丹羽郡古知野町、布袋町、葉栗郡宮田町、草井村が合併し、江南市が発足。同時に江南市立草井小学校に改称する。
- 1965年（昭和40年）2月21日 - 隣地に有った草井中学校が学区調整により移転新築して北部中学に改名。旧草井中学の校舎・校地は当校に継承され、広い敷地の学校になる。（校舎はその後取り壊し）
- 1969年（昭和44年）4月 - 校区の一部（村久野町西部）が新設の江南市立藤里小学校に移る。移動区域は中学も宮田中学区域に編入される。
- 1972年（昭和47年） - 北校舎（鉄筋コンクリート造）が完成する。
- 1974年（昭和49年） - 北校舎を増築する。
- 1976年（昭和51年） - 管理棟、体育館が完成する。
- 1978年（昭和53年）4月 - 校区の一部（村久野町南部）が新設の江南市立門弟山小学校に移る。移動区域の中学区域は北部中学のまま。従って旧草井村村久野町は3小学校・2中学校に分散通学となる。

## 通学区域
- 鹿子島町、小杁町、慈光堂町、小脇町、草井町、村久野町（河戸、藤里、宮出、大門、門弟山、冨士塚、南大門、鳥附、鈴道を除く）[1]。

## 進学先中学校
- 江南市立北部中学校

## 交通アクセス
- 名鉄バス江南・病院線「村久野新開」バス停より徒歩約10分。

名鉄犬山線江南駅から81・82系統「すいとぴあ江南」行。
名鉄犬山線布袋駅から82系統「すいとぴあ江南」行。

## 周辺施設
- 江南市立北部中学校
- 江南市草井支所
- フラワーパーク江南
- 音楽寺
- 木曽川本流、南派川
すいとぴあ江南（市営の研修・宿泊施設）と、愛岐大橋、ピアゴ江南店も当校校区に含まれる。